# True Norwegian Black Metal - Live in Grieghallen
True Norwegian Black Metal - Live in Grieghallen es el primer álbum en directo de la banda noruga de black metal Gorgoroth. Fue grabado en vivo en el estudio Grieghallen en Bergen y en Threeman Recordings en Estocolmo. El diseño de la portada creado por Magnus Wohlfart es radicalmente distinto al de los tres álbumes anteriores, recordando a la portada del álbum de 1997, Under the Sign of Hell. Una gran parte del álbum fue grabada antes de que Gaahl y el bajista King ov Hell fueran expulsados por uso ilegal del nombre Gorgoroth. Las pistas de bajo (grabadas originalmente por King) fueron re-grabadas después por Infernus. El álbum fue publicado por Regain Records. Infernus dedicó el álbum a la memoria de Jon Nödtveidt de Dissection.

## Lista de canciones
| N.º   | Título                            | Álbum                  | Duración |  |
| 1.    | «Bergtrollets Hevn»               | Antichrist             | 3:16     |  |
| 2.    | «Destroyer»                       | Destroyer              | 2:50     |  |
| 3.    | «The Rite of Infernal Invocation» | Under the Sign of Hell | 3:37     |  |
| 4.    | «Forces of Satan Storms»          | Twilight of the Idols  | 4:34     |  |
| 5.    | «Possessed (by Satan)»            | Antichrist             | 5:07     |  |
| 6.    | «Unchain My Heart!!!»             | Incipit Satan          | 4:28     |  |
| 7.    | «Profetens Åpenbaring»            | Under the Sign of Hell | 4:21     |  |
| 8.    | «Revelation of Doom»              | Under the Sign of Hell | 3:00     |  |
| 31:13 |                                   |                        |          |  |

## Miembros
- Infernus - guitarra, bajo
- Gaahl - voz
- Teloch - guitarra
- Garghuf - batería

Toda la música y letras por Infernus, excepto la canción 1 (letra por Hat), la canción 2 (música por Tormentor) y la canción 4 (música por King ov Hell).